# Casa forta de Peramola
Aquesta fortificació la casa forta de Peramola,coneguda popularment com la Torre dels Moros, es troba als afores del poble de Peramola, al mig d'unes terres de conreu al sud del nucli urbà.

## Història
No hi ha notícies històriques sobre aquesta fortificació, que segurament era una construcció subsidiària del proper castell de Peramola. Pel que fa al topònim Torre dels Moros pel qual és coneguda popularment, no vol dir que tingui origen islàmic; les estructures conservades fan pensar tot el contrari. És difícil saber quina funció tenia. El seu propietari no podia ser un simple pagès, ja que és molt diferent de les cases que es troben a la zona, de petites dimensions. Més aviat i pels elements defensius que hi són presents, cal pensar que era una casa forta d'un pagès molt ric o d'un petit noble. Fou habitada fins al segle xix.

## Arquitectura
És una torre de planta quadrada, d'uns 5,40 m de costats exteriors i 1 m menys als interiors. L'alçada és unes tres vegades la seva base. És construïda amb pedra calcària sense treballar, de mides diverses, excepte les cantonades on els carreus són ben desbastats i encaixats. L'exterior és arrebossat. El gruix del mur és d'1 m d'amplada fins al segon pis a partir del qual s'aprima. L'entrada és a l'est; una porta amb arc de mig punt fet amb pedres regulars i ben tallades. L'edifici consta de planta baixa i tres pisos. El primer sembla que era cobert amb una volta de morter i els altres devien ser fets amb fusta. A la paret s'hi veuen uns forats que podrien ser per les bastides col·locades en el moment de la construcció. Pel que fa a les obertures, a la paret de ponen hi ha tres finestres, una a la paret nord i una altra al sud. Al segons pis hi ha una obertura a cada mur excepte l'oest. A la planta baixa s'observen dues sageteres. A l'interior es veuen diverses espitlleres i finestres poc visibles des de l'exterior. En el tercer pis hi ha quatre forats a cadascun dels murs que podien correspondre a les bigues que sustentaven una balconada de fusta. La torre fou escapçada i coberta amb teules formant vessant en direcció ponent-llevant.